# Oskar Becker (Schriftsteller)
Oskar Becker (* 4. Februar 1927 in Berenbostel bei Hannover † 11. Februar 1993) war ein deutscher Lehrer, Oberstudienrat, Philosoph, Schriftsteller und Romancier.

## Leben und Werk
Der zur Zeit der Weimarer Republik in Berenbostel geborene Oskar Becker studierte in Marburg an der Alma Mater Philippina, an der er 1956 seine Dissertation unter dem Titel Die Klein-Epik Hans Grimms schrieb. Der später mit einem akademischen Doktortitel ausgezeichnete Oskar Becker wirkte als Lehrer mit der Amtsbezeichnung Oberstudienrat.
Oskar Becker lebte in der niedersächsischen Landeshauptstadt Hannover. Er verfasste vor allem verschiedene Erzählungen, darunter
- 1962 die Erzählung Der Magier
- 1975 den Kriminalroman Russisch Roulette.[1]